# New Bloomington
New Bloomington é uma vila localizada no estado norte-americano de Ohio, no Condado de Marion.

## Demografia
Segundo o censo norte-americano de 2000, a sua população era de 548 habitantes.
Em 2006, foi estimada uma população de 546, um decréscimo de 2 (-0.4%).

## Geografia
De acordo com o United States Census Bureau tem uma área de
1,1 km², dos quais 1,1 km² cobertos por terra e 0,0 km² cobertos por água. New Bloomington localiza-se a aproximadamente 288 m acima do nível do mar.

## Localidades na vizinhança
O diagrama seguinte representa as localidades num raio de 20 km ao redor de New Bloomington.